# Le avventure di Hajji Baba di Isfahan
Le avventure di Hajji Baba di Isfahan (Adventures of Hajji Baba of Isphahan) è un romanzo del 1824 scritto da James Justinian Morier.
Si tratta del romanzo orientale più famoso in lingua inglese. La sua storia ha contribuito a plasmare lo stereotipo del personaggio nazionale persiano.

## Storia
Morier, che lavorò come diplomatico in Persia negli anni 1808-1809 e 1810-1814, modellò il suo romanzo sulle sue osservazioni personali riguardo alla società persiana con toni ostili e satirici. Il protagonista del romanzo Hajji Baba denigra i persiani definendoli mascalzoni, codardi, cattivi e sciocchi.
L'opera riscosse molto successo in Occidente in quanto forniva una certa rassicurazione riguardo alla superiorità delle cultura europea, giustificando così la missione civilizzatrice delle potenze imperiali. Una traduzione in lingua persiana dell'opera apparsa nel 1905 contribuì ad alimentare persino in Persia l'idea di un paese arretrato e decadente bisognoso delle innovazioni occidentali.

## Descrizione
Il romanzo si suddivide in 80 capitoli e la sua narrazione è tenuta in prima persona dal protagonista Haji Baba di Isfahan, figlio di un barbiere che vive numerose avventure nel corso della sua vita, la quale è dettata in gran parte da un destino cieco e volubile che Hajji Baba sembra poter miracolosamente volgere ogni volta a proprio vantaggio.
Nel corso della sua vita Haji Baba svolge le professioni più disparate, come quella di servitore di un mercante, ladro al seguito dei predoni turkmeni, venditore d'acqua, sino a diventare segretario di un diplomatico persiano all'estero. Egli oscilla tra ricchezza e povertà sfruttando le lacune istituzionali e le debolezze culturali, nonché giocando sulla vulnerabilità degli individui per migliorare il proprio destino. Ciò nonostante, il suo carattere resta immutato, il ché contribuisce a mantenere una distinzione ben definita tra i vari capitoli, cosicché gli episodi possano essere letti anche fuori sequenza.
Ispirandosi a Le mille e una notte, Morier fa uso di una cornice narrativa nella quale si intrecciano numerose narrazioni semi-indipendenti. Nonostante i forti pregiudizi dell'autore, il romanzo fornisce importanti informazioni riguardo alla vita nella Persia dei Qajar. Ne esce fuori il ritratto di un paese in balia dei conflitti civili e della corruzione che tenta di riacquisire la potenza di un tempo.

## Accoglienza
Walter Scott definì Le avventure di Hajji Baba di Isfahan un capolavoro del genere orientale, giudizio ripreso anche dagli autori successivi. L'opera era considerata una vera dimostrazione della furfanteria e della malvagità persiana nascoste dietro apparenze ingannevoli. Ciò nonostante, diversi contemporanei di Morier ebbero da ridire sui pregiudizi presenti nel romanzo, come Justin Sheil, Joseph Polak ed Edward Granville Browne.
Il romanzo rappresentò diffusamente lo stereotipo del personaggio nazionale persiano sino agli ultimi decenni del XX secolo, in concomitanza con l’emergere delle critiche orientaliste e postcoloniali. Tuttavia nel 1970 il romanzo vide la sua sesta ristampa nella serie "World's Classics" della Oxford University Press.

## Seguito
Il romanzo fu seguito da The Adventures of Hajji Baba of Ispahan in England (2 vol., Londra, 1828), che vede Haji Baba segretario di una missione diplomatica persiana in Inghilterra. Attraverso le opinioni del protagonista sull'Inghilterra e sugli inglesi, Morier ripercorre quella che era stata la sua esperienza in campo diplomatico. Questo romanzo non riscosse lo stesso successo del primo e sembra voler bilanciare il duro attacco alla società persiana con una lieve critica alla società inglese.

## Edizioni italiane
- Le avventure di Hajji Baba di Isfahan, traduzione di A. Vanzan, a cura di G. Vercellin, Guida (Napoli), 1986